# باول برودي
باول برودي هو عازف ساكسفون كندي، ولد في 10 أبريل 1934 في مونتريال في كندا، وتوفي في 19 نوفمبر 2007 في تورونتو في كندا.

## وصلات خارجية
- باول برودي على موقع IMDb (الإنجليزية)
- باول برودي على موقع ديسكوغز (الإنجليزية)